# Lithophane fletcheri
Lithophane fletcheri là một loài bướm đêm trong họ Noctuidae.